# Vuelta a Andalucía 1989
La Vuelta a Andalucía 1989, trentacinquesima edizione della corsa ciclistica, si svolse dal 7 al 12 febbraio 1989 su un percorso di 826 km ripartiti in 5 tappe più un cronoprologo. Fu vinta dall'italiano Fabio Bordonali della Malvor-Sidi davanti al belga Luc Roosen e al tedesco Peter Hilse. Si trattò della prima vittoria di un ciclista italiano in questa competizione.

## Tappe
| Tappa  | Data        | Percorso                      | km  | Vincitore di tappa  | Leader cl. generale |
| ------ | ----------- | ----------------------------- | --- | ------------------- | ------------------- |
| Prol.  | 7 febbraio  | Malaga (cron. individuale)    | 3   | Giuseppe Saronni    | Giuseppe Saronni    |
| 1ª     | 8 febbraio  | Malaga > Benalmádena          | 138 | Fabio Bordonali     | Fabio Bordonali     |
| 2ª     | 9 febbraio  | Marbella > Marbella           | 182 | Juan Carlos Jusdado | Fabio Bordonali     |
| 3ª     | 10 febbraio | Cadice > La Palma del Condado | 185 | Paolo Rosola        | Fabio Bordonali     |
| 4ª     | 11 febbraio | Siviglia > Siviglia           | 182 | Luc Roosen          | Fabio Bordonali     |
| 5ª     | 12 febbraio | Torredonjimeno > Granada      | 136 | Eric Vanderaerden   | Fabio Bordonali     |
| Totale | Totale      | Totale                        | 826 |                     |                     |

## Dettagli delle tappe

### Prologo
- 7 febbraio: Malaga > Malaga (cron. individuale) – 3 km

| Pos. | Corridore          | Squadra     | Tempo |
| ---- | ------------------ | ----------- | ----- |
| 1    | Giuseppe Saronni   | Malvor-Sidi | 3'50" |
| 2    | Franco Ballerini   | Malvor-Sidi | s.t.  |
| 3    | John van den Akker | PDM         | a 2"  |

| Pos. | Corridore        | Squadra     | Tempo |
| ---- | ---------------- | ----------- | ----- |
| 1    | Giuseppe Saronni | Malvor-Sidi |       |

### 1ª tappa
- 8 febbraio: Malaga > Benalmádena – 138 km

| Pos. | Corridore       | Squadra     | Tempo    |
| ---- | --------------- | ----------- | -------- |
| 1    | Fabio Bordonali | Malvor-Sidi | 3h39'54" |
| 2    | Moreno Argentin | Gewiss      | a 2'19"  |
| 3    | Andreas Kappes  | Toshiba     | s.t.     |

| Pos. | Corridore       | Squadra     | Tempo |
| ---- | --------------- | ----------- | ----- |
| 1    | Fabio Bordonali | Malvor-Sidi |       |

### 2ª tappa
- 9 febbraio: Marbella > Marbella – 182 km

| Pos. | Corridore           | Squadra   | Tempo    |
| ---- | ------------------- | --------- | -------- |
| 1    | Juan Carlos Jusdado | BH        | 5h12'33" |
| 2    | Eric Vanderaerden   | Panasonic | a 1'19"  |
| 3    | Alfonso Gutierrez   | Teka      | s.t.     |

| Pos. | Corridore       | Squadra     | Tempo |
| ---- | --------------- | ----------- | ----- |
| 1    | Fabio Bordonali | Malvor-Sidi |       |

### 3ª tappa
- 10 febbraio: Cadice > La Palma del Condado – 185 km

| Pos. | Corridore         | Squadra     | Tempo    |
| ---- | ----------------- | ----------- | -------- |
| 1    | Paolo Rosola      | Gewiss      | 4h34'48" |
| 2    | Stefano Allocchio | Malvor-Sidi | s.t.     |
| 3    | Mathieu Hermans   | Caja Rural  | s.t.     |

| Pos. | Corridore       | Squadra     | Tempo |
| ---- | --------------- | ----------- | ----- |
| 1    | Fabio Bordonali | Malvor-Sidi |       |

### 4ª tappa
- 11 febbraio: Siviglia > Siviglia – 182 km

| Pos. | Corridore   | Squadra      | Tempo    |
| ---- | ----------- | ------------ | -------- |
| 1    | Luc Roosen  | Histor-Sigma | 5h19'05" |
| 2    | Pedro Muñoz | ONCE         | a 30"    |
| 3    | Peter Hilse | Teka         | a 44"    |

| Pos. | Corridore       | Squadra     | Tempo |
| ---- | --------------- | ----------- | ----- |
| 1    | Fabio Bordonali | Malvor-Sidi |       |

### 5ª tappa
- 12 febbraio: Torredonjimeno > Granada – 136 km

| Pos. | Corridore         | Squadra        | Tempo    |
| ---- | ----------------- | -------------- | -------- |
| 1    | Eric Vanderaerden | Panasonic      | 3h31'40" |
| 2    | Paolo Rosola      | Gewiss         | s.t.     |
| 3    | Stephane Guay     | Puertas Mavisa | s.t.     |

| Pos. | Corridore       | Squadra      | Tempo     |
| ---- | --------------- | ------------ | --------- |
| 1    | Fabio Bordonali | Malvor-Sidi  | 22h25'57" |
| 2    | Luc Roosen      | Histor-Sigma | a 8"      |
| 3    | Peter Hilse     | Teka         | a 49"     |

## Classifiche finali

### Classifica generale
| Pos. | Corridore                     | Squadra                | Tempo     |
| ---- | ----------------------------- | ---------------------- | --------- |
| 1    | Fabio Bordonali               | Malvor-Sidi            | 22h25'57" |
| 2    | Luc Roosen                    | Histor-Sigma           | a 8"      |
| 3    | Peter Hilse                   | Teka                   | a 49"     |
| 4    | Juan Tomas Martinez Guttierez | Lotus-Zahor Chocolates | a 1'01"   |
| 5    | Pedro Muñoz                   | ONCE                   | a 1'07"   |
| 6    | Luc Suykerbuyk                | Lotus-Zahor Chocolates | a 1'10"   |
| 7    | Guy Nulens                    | Panasonic-Isostar      | s.t.      |
| 8    | Nico Verhoeven                | PDM-Ultima-Concorde    | a 1'16"   |
| 9    | Benny Van Brabant             | Lotus-Zahor Chocolates | a 1'17"   |
| 10   | Moreno Argentin               | Gewiss-Bianchi         | a 1'19"   |